# Viagem Alucinante
Enter the Void (bra: Viagem Alucinante; prt: Viagem Alucinante ou Enter the Void - Viagem Alucinante) é um filme canado-ítalo-germano-francês de 2009, do gênero drama fantástico, dirigido por Gaspar Noé e protagonizado por Nathaniel Brown, Paz de la Huerta e Cyril Roy.

## Sinopse
Óscar e a sua irmã Linda acabaram de chegar em Tóquio. Óscar é um modesto traficante de droga e Linda trabalha numa boate como stripper. Uma noite, Óscar é apanhado numa rusga de polícia e é baleado. À medida que morre, o seu espírito, fiel à promessa que fez à sua irmã enquanto criança - que nunca a iria deixar - recusa-se a deixar o mundo dos vivos e passa pelos vários estágios da morte, conforme descritos no Livro Tibetano dos Mortos e cuja explicação nos é revelada na parte inicial do filme, por Alex, um amigo de Óscar. As suas visões distorcidas tornam-se cada vez mais em pesadelos, à medida que o passado, presente, futuro se fundem em tempestades alucinogênicas.